# 天祥 (台灣)
24°10′55″N 121°29′40.2″E / 24.18194°N 121.494500°E
天祥，舊名塔比多、塔比督、得比督，戰後初期則譯作大北投，海拔485公尺，台灣旅遊景點，位於台8線169.7公里處，是太魯閣國家公園景點之一，行政區域轄屬花蓮縣秀林鄉富世村。
天祥的交通是仰賴中橫公路，以稚暉橋橫跨大沙溪連接，向東沿著立霧溪谷緊鄰而行，可達太魯閣峽谷，向西則是在天祥開始轉北，沿大沙溪谷而行。在尚未規劃為遊憩區前，天祥已經有郵局、公車站、住宿飯店、救國團天祥青年活動中心等設施與建物；自1990年代後設立遊憩區，太魯閣國家公園管理處提供遊客服務站、醫療救護站及停車場，由於位置在太魯閣峽谷之西，加上公共設施眾多，已成為吸引旅人駐腳停歇的景點。

## 歷史
據目前文獻記載得知，最早來天祥的人是伍道巴圖（Udao Batto），自托羅灣（Truwan）山谷東遷，選在長滿很多山棕的平坦地定居下來，Tpdu此名因此而來（太魯閣語：mk-t-pdu「莫客得比督人」／天祥人；「pdu」為山棕，「mk」為前綴指人物或地方的屬性，「t」為位於k及p之間的介音，獨立「t-pdu」指「得比督」之地（名）），日語譯音為「タピト」（Tapido）、漢字譯「塔比多」。
向來以務農、授獵為業的太魯閣族人，於日治時期，因族人的耕地、獵域常受到日本人侵犯，導致新城、威里、七腳川等事件發生，直到佐久間左馬太上任台灣總督一職後，為實行五年理蕃計畫，於1914年展開最後一次討伐原住民行動，戰事遍及整個太魯閣山區。太魯閣討伐戰結束後，臺灣總督府隨即在天祥設立太魯閣支廳，並在撤軍的同時，為免太魯閣族人再起事，於天祥東北方海鼠山駐紮分遣隊，至昭和5年（1930年）發生霧社事件後，總督府強制將太魯閣族人移居下山，分遣隊才被裁撤。據大正6年（1917年）記載《蕃族調查報告書》對天祥地區的人口統計：總戶數8戶，男性17人，女性22人，總人口39人，後因移居下山至現今的三棧、富世與崇德等地，甚至遠在銅門、文蘭與西林等地也有太魯閣族人居住，如今太魯閣山區大多不復存見太魯閣族人居住。
大正4年（1915年），佐久間左馬太卸任總督不久，受太魯閣討伐戰的傷勢影響下逝世。為感紀念，總督府在天祥建造佐久間神社安置，完工後，大正12年（1923年）12月8日舉行鎮座祭，並強迫太魯閣族人於每年1月28日前往祭拜。昭和16年（1941年）起，因太平洋戰爭將戰線拉長，造成對台灣在人力與物力上出現不足現象，各項設施久閒未修，合歡越嶺道、神社與駐在所等皆無法修復，至昭和20年（1945年）戰爭結束，仍其未修，加上該年歷經三次颱風襲擊，神社受損顯得嚴重。
國民政府遷台後，為改善東西部交通與經濟發展而開闢中橫公路，採東西兩端往內陸方向施工。1958年，蔣經國為中橫公路發展觀光遊憩，因此中國旅行社興建天祥招待所。1960年5月9日，中橫公路全線通車。翌年，天祥招待所完工啟用，其外觀是棟中國宮廷式建築。1962年在天祥興建祥德寺，建址在一處高位河階上。由於佐久間神社已年久失修而拆除，在當時受冷戰緊張影響，國民政府選擇文天祥的氣節為表率，故於1967年在佐久間神社的原址改建成公園，公園內佇立一座文天祥雕像，並將塔比多更名「天祥」，沿用至今。1968年祥德寺大雄寶殿、天峰塔完工。1991年，天祥招待所改建成住宿飯店，2009年更名太魯閣晶英酒店，是現今太魯閣地區唯一五星級商旅性質的飯店。2003年，因普渡吊橋的結構堪虞及地質不穩，今見已是改建後的橋樑，其外觀仍保持懸索橋形式，實際橋身是鋼樑結構，為進出祥德寺唯一通道。
2014年「臺灣原住民行動部落聯盟」有更改天祥為舊名塔比多之議。

## 地理

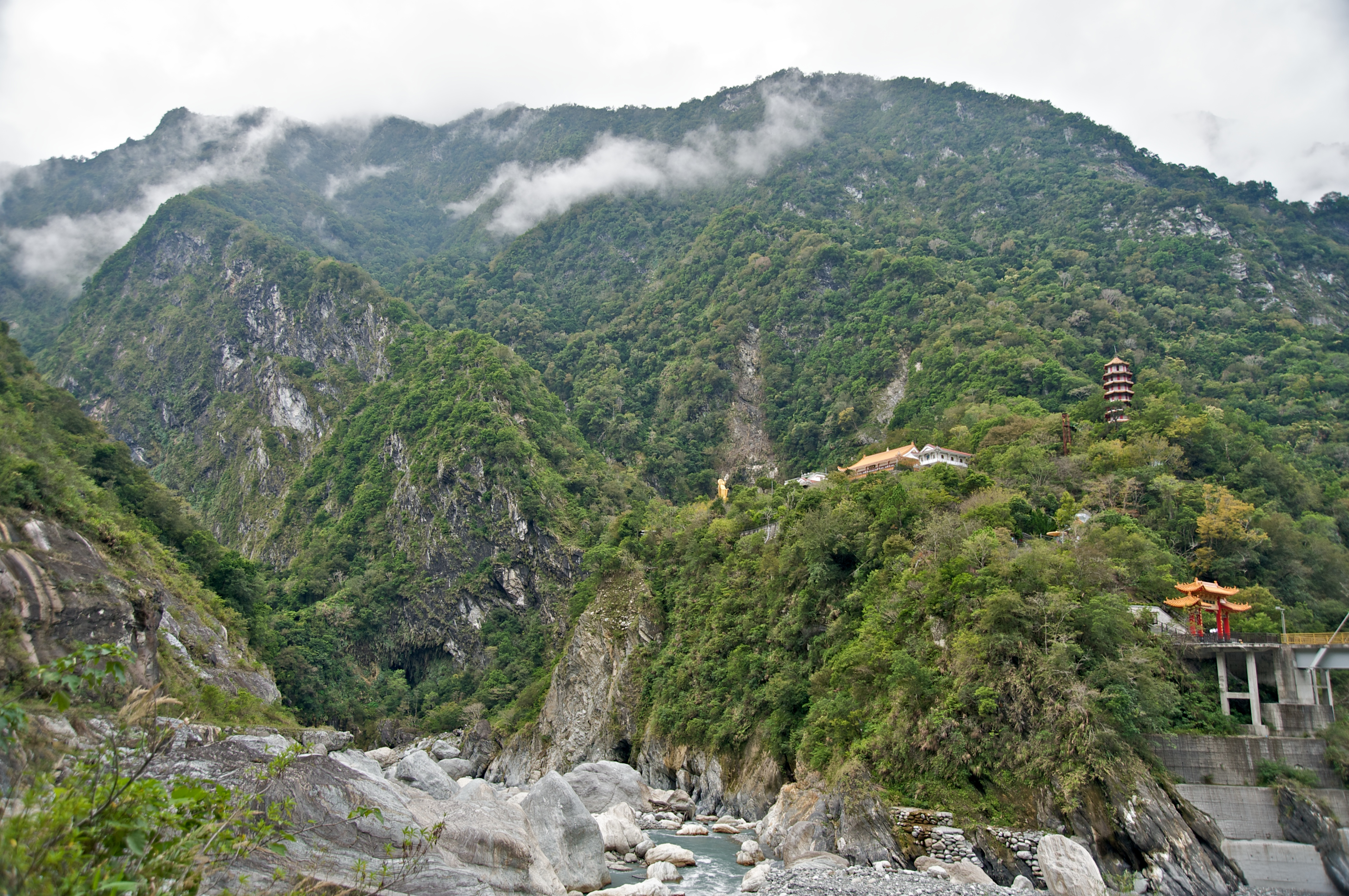
祥德寺是建在河階上，該寺旁溪谷為向東流去的立霧溪。

天祥座落在河階面上，共有四階，從最高階海拔530公尺至最低階海拔450公尺，是受立霧溪的回春作用下形成，在天祥的岩壁上可見礫石層，這便是天祥昔日是立霧溪河床的證據。天祥地質是屬大南澳片岩，幾經陳培源、王執明等地質學家劃分，其地層名稱隨之變更，直到1993年，依中央地質調查所所確立之名稱，天祥的地質則屬天長大理岩、谷園片岩與帶狀白楊片岩的變質基性岩，並有階地堆積層分布在祥德寺與天祥公車站，這兩處皆位於大沙溪與立霧溪匯流處旁河階面上。其岩性除了白楊片岩的變質基性岩是屬於變質基性透鏡體，因為是帶狀分布，範圍較小，其餘大多是千枚岩、石英雲母片岩、透鏡狀大理岩體構成。就位置而言，天祥也是作為太魯閣峽谷的界線，由於東西兩邊的溪谷景觀大不同，因此有了內外太魯閣峽谷區分：天祥以東是「內太魯閣峽」，為大眾所稱太魯閣峽谷，呈現壁立千仞，兩壁對峙的峽谷；天祥以西是「外太魯閣峽」，相較於內太魯閣峽，呈現溪谷景觀顯得開闊，且愈往上游則河床坡度愈陡。

## 釋
1. ↑  天祥是中橫公路完工後採用之名，由於會有今昔用名之差異，為表本文用詞統一，其名會改用天祥稱之。
2. ↑  2003年之前，太魯閣族原屬東賽德克的支群（稱作太魯閣群），該族群的語言是以賽德克語稱之；2003之後，太魯閣族被官方納入正式族群（指原住民族），其語則變更「太魯閣語」或「德魯固語」。
3. ↑  「托羅灣」在太魯閣語唸作Truwan，位置相當於是現今南投縣仁愛鄉靜觀部落附近。
4. ↑  「Tapido」亦有文獻是拼成 Tapidu、Tapitu。
5. ↑  「塔比多」是取音而來的寫法，因此在諸多文獻中出現記載不一的情況：塔比哆、大北投、大北斗。
6. ↑  「富世」是指富世國小一帶，為富世村的村治所在地，但富世村行政轄區極廣，西可至大禹嶺、合歡山遊客服務中心一帶，幾乎包括整個太魯閣國家公園。來源參見：臺灣原住民族資訊資源網：富世部落。

## 外部連結
- 天祥－太魯閣國家公園（页面存档备份，存于）